# Laura Puppato
Laura Puppato (ur. 17 lutego 1957 w Crocetta del Montello) – włoska polityk i działaczka samorządowa, burmistrz Montebelluny, parlamentarzystka.

## Życiorys
Z zawodu przedsiębiorca. Zaangażowała się w działalność proekologiczną, współpracując z Alexandrem Langerem. Przez kilkanaście lat pracowała przy różnych projektach prowadzonych przez WWF. W 2002 wystartowała w wyborach samorządowych na burmistrza Montebelluny jako kandydatka niezależna, uzyskując jednak wsparcie centrolewicowego Drzewa Oliwnego. W kampanii wyborczej zyskała rozgłos sprzeciwem wobec budowy spalarni odpadów. Zwyciężyła w tych wyborach, pokonując silną w tym mieście centroprawicę. Reelekcję uzyskała w 2007, pełniąc funkcję burmistrza do 2011.
W 2007 przystąpiła do nowo powstałej Partii Demokratycznej. Została członkinią komitetu organizacyjnego, a później przewodniczącą partyjnego forum ds. polityki ochrony środowiska. W 2009 bez powodzenia kandydowała do Parlamentu Europejskiego, zaś w 2010 uzyskała mandat radnej regionu Wenecja Euganejska. W 2012 wystartowała na lidera współtworzonej przez PD koalicji wyborczej „Italia. Bene Comune”, zajmując z wynikiem 2,6% głosów przedostatnie miejsce wśród pięciu kandydatów. W drugiej turze głosowania wsparła Piera Luigiego Bersaniego.
W wyborach w 2013 jako lider regionalnej listy wyborczej została wybrana w skład Senatu XVII kadencji.
Odznaczona Kawalerią Orderu Zasługi Republiki Włoskiej (2010).